# Gyula Kiss (pianiste)
Pour les articles homonymes, voir Kiss et Gyula Kiss.
Dans le nom hongrois Kiss Gyula, le nom de famille précède le prénom, mais cet article utilise l’ordre habituel en français Gyula Kiss, où le prénom précède le nom.
Gyula Kiss (Budapest, 11 juin 1944) est un pianiste et professeur de musique hongrois. Depuis 2010, un concours international de piano à Tokyo, porte son nom.

## Biographie
À l'âge de six ans, Gyula Kiss commence l'étude du piano avec György Kövesdi. De 1958 à 1962, il est élève du conservatoire Béla Bartók, et travaille avec Miklósné Máthé. Dès 1962 et jusqu'en 1967, il est étudiant à l'académie de musique de Budapest, disciple de Pál Kadosa. Il participe ensuite à des classes de maître de Carlo Zecchi et Nikita Magaloff.
Depuis 1967, il entretient une carrière de concertiste et enseigne partout dans le monde : de 1985 à 1989, il a été professeur invité de la Mushasino Music Academy au Japon ; de 1999 à 2003, il a travaillé en Corée du Sud.
Depuis 2010, à Tokyo, chaque année se déroule un concours de piano Gyula Kiss, nommé en son honneur.

## Récompenses
- 1972 – Franz Liszt-prix

## Discographie
- Bartók, Œuvres pour piano (1970, Hungaroton) (OCLC 34964230)
- Beethoven-Liszt, Symphonies nos 5 et 7 transcrites pour piano (1991/1993, Hungaroton) (OCLC 51311759)
- Liszt, Concerto pour piano no 1 ; Totentanz - Orchestre de la Philharmonie nationale hongroise, dir. János Ferencsik (1976, Hungaroton) (OCLC 51530443)
- Mozart, Quatuors avec piano - Trio Tatrai : Vilmos Tátrai, violon ; György Konrád, alto ; Ede Banda, violoncelle ; Gyula Kiss, piano (Hungaroton) (OCLC 931128615)
- József Soproni, Sonate pour violon no 1 - Eszter Perényi, violon ; Gyula Kiss, piano (1999, Hungaroton) (OCLC 49372245)

## Sources et liens externes
- Ressources relatives à la musique :   - AllMusic
  - Carnegie Hall
  - Discogs
  - MusicBrainz
  - Muziekweb
- Notices d'autorité :   - VIAF
  - BnF (données)
  - LCCN
  - GND
  - Pologne
  - NUKAT
  - Lettonie
- (hu) Ki kicsoda a magyar zeneéletben? éd. András Székely, 2e éd. Budapest, Zeneműkiadó, 1988  (ISBN 9633306728)
- Présentation sur concertbudapest.com